# 坎德勒县 (佐治亚州)
坎德勒县（英語：Candler County）是位于美国佐治亚州东部的一个县，面积644平方公里，县治梅特。根据2000年美国人口普查，共有人口10,321。
坎德勒县成立于1914年11月3日。